# 이숙애
이숙애(李淑愛, 1961년 3월 30일 ~ )은 대한민국 충청북도의회 의원이다.

## 학력
- 진천삼수초등학교
- 진천여자중학교
- 청주여자상업고등학교 졸업
- 한국방송통신대학교 학사
- 청주대학교 행정대학원 사회복지학과
- 공주대학교 대학원 사회복지학과 박사과정 수료

## 경력
- 2014년 7월 1일 ~ 2018년 6월 30일: 제10대 충청북도의회 의원 (초선, 비례대표)
  - 2014.07 ~ 2016.06: 제10대 충청북도의회 전반기 윤리특별위원회 부위원장
- 2018년 7월 1일 ~ 2022년 6월 30일: 제11대 충청북도의회 의원 (재선, 청주시 제1선거구)
  - 2018.07 ~ 2020.06: 제11대 충청북도의회 전반기 교육위원회 위원장
- 2022.10 ~ : 더불어민주당 충청북도당 여성위원회 위원장

## 역대 선거 결과
|  | 38.98% |

|  | 58.15% |

|  | 42.57% |